# Privilège social
Le privilège social est une notion en sciences sociales, offrant un avantage social ou degré de prestige et de respect en raison de son appartenance à certains groupes d'identités sociales. Des individus et des groupes peuvent être avantagés en fonction de la classe sociale, de l'âge, de leurs capacités (absence de handicap), de la catégorie ethnique ou raciale, du sexe, de l'identité de genre, de l'orientation sexuelle et de la religion,. 
Il est généralement considéré comme un concept théorique utilisé dans différents sujets et souvent lié à l'inégalité sociale et à l'oppression. Le privilège est également lié aux formes sociales et culturelles de pouvoir. Le terme reste un concept académique, mais a depuis été invoqué plus largement, en dehors du monde universitaire.

## Histoire

### Écrits de W.E.B. Du Bois

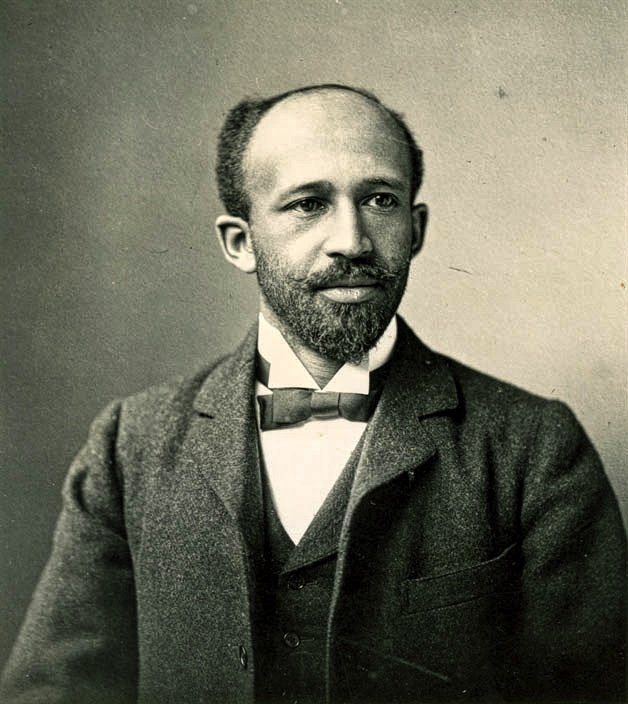
W.E.B Du Bois, l'auteur de The Souls of Black Folk (1903).

L'histoire du privilège en tant que concept remonte probablement au livre de 1903 du sociologue et historien américain W.E.B Du Bois, The Souls of Black Folk. De Bois a écrit que bien que les Afro-Américains observent les Américains blancs et soient conscients de la discrimination raciale, les Américains blancs ne pensaient pas beaucoup aux Afro-Américains, ni aux effets de la discrimination raciale,,. En 1935, Du Bois écrivit sur ce qu'il appelait le « salaire de la blancheur » (wages of whiteness) des Américains blancs. Ce privilège comprend la courtoisie et la déférence, l'accès sans entrave à toutes les fonctions publiques, un traitement indulgent devant les tribunaux et l'accès aux meilleures écoles.

### Codification du concept
En 1988, l'universitaire féministe et antiraciste américaine Peggy McIntosh a publié White Privilege and Male Privilege: A Personal Account of Coming to See Correspondences through Work in Women's Studies. Ici, McIntosh a documenté quarante-six privilèges qu'elle suppose qu'ils sont dù au faite qu'elle soit blanche, et qu'elle a expérimentés aux États-Unis. Par exemple, « Je peux être sûre que si j'ai besoin d'une aide juridique ou médicale, ma race ne fonctionnera pas contre moi » et « Je n'ai pas à éduquer mes enfants pour qu'ils soient conscients du racisme systémique pour leur propre protection physique quotidienne ». McIntosh a décrit le privilège des Blancs comme un « ensemble invisible d'actifs non acquis » que les Blancs ne veulent pas reconnaître, et qui les amène à être confiants, à l'aise et inconscients des questions raciales, tandis que les non-blancs deviennent incertains, mal à l'aise et aliénés. L'essai de McIntosh a été reconnu pour avoir stimulé l'intérêt des universitaires pour le privilège, qui a été largement étudié au cours des décennies qui ont suivi.

## Aperçu
Historiquement, les études universitaires sur les inégalités sociales se sont principalement concentrées sur la manière dont les groupes minoritaires étaient discriminés et ignoraient les privilèges accordés aux groupes sociaux dominants. Cela a changé à la fin des années 1980, lorsque les chercheurs et chercheuses ont commencé à étudier le concept de privilège.
Le privilège, tel qu'il est compris et décrit par les chercheurs et chercheuses, est la fonction de plusieurs variables d'importance diverses, telles que la race, l'âge, le sexe, l'orientation sexuelle, l'identité de genre, la neurologie, la citoyenneté, la religion, la capacité physique, la santé, le niveau d'éducation, etc. La race et le sexe ont tendance à avoir les impacts les plus élevés étant donné que l'on naît avec ces caractéristiques et qu'elles sont immédiatement visibles. Cependant, la religion, la sexualité et les capacités physiques sont également très pertinentes. Certains, comme la classe sociale, sont relativement stables et d'autres, comme l'âge, la richesse, la religion et l'attractivité, changeront ou peuvent changer avec le temps. Certains attributs du privilège sont au moins en partie déterminés par l'individu, comme le niveau d'éducation, tandis que d'autres, comme la race ou les antécédents de classe, sont entièrement involontaires.
Le sociologue américain Michael S. Kimmel utilise la métaphore du vent pour expliquer le concept. Il explique que lorsque vous marchez face au vent, vous devez lutter pour chaque pas que vous faites. Lorsque vous marchez avec le vent, vous ne sentez pas du tout le vent, mais vous vous déplacez toujours plus vite que vous ne le feriez autrement. Le vent est un privilège social et s'il est de votre côté, il vous propulse simplement avec peu d'efforts de votre part.
Dans le contexte de cette théorie, les personnes privilégiées sont considérées comme la « norme » et, en tant que telles, gagnent en invisibilité et en aisance dans la société, les autres étant présentées comme des variantes inférieures. Les personnes privilégiées se voient reflétées dans toute la société à la fois dans les médias de masse et en face-à-face lors de leurs rencontres avec des enseignants, des responsables du lieu de travail et d'autres autorités, ce qui, selon les chercheurs, conduit à un sentiment de droit et à l'hypothèse que la personne privilégiée réussira dans la vie, ainsi que de protéger la personne privilégiée de la crainte qu'elle puisse être victime de discrimination de la part de personnes en position d'autorité.

## Conscience du privilège
Certains universitaires, comme Peggy McIntosh, mettent en évidence un schéma où ceux et celles qui bénéficient d'un type de privilège ne veulent pas le reconnaître,. L'argument peut suivre qu'un tel refus constitue une injustice supplémentaire contre ceux et celles qui ne bénéficient pas de la même forme de privilège. Derald Wing Sue a qualifié ce déni de forme de « microagression » ou de micro-validation qui nie les expériences des personnes qui n'ont pas de privilèges et minimise les obstacles auxquels elles sont confrontées.
McIntosh écrit que la plupart des gens hésitent à reconnaître leur privilège et cherchent plutôt des moyens de justifier ou de minimiser les effets du privilège en déclarant que leur privilège était mérité. Ils justifient cela en reconnaissant les actes individuels de domination non méritée, mais nient que le privilège soit institutionnalisé et ancré dans toute notre société. L'auteure écrit que ceux qui croient que le privilège est systémique peuvent nier en avoir personnellement bénéficié et s'opposer aux efforts visant à le démanteler. Selon certains chercheurs[Qui ?], les personnes privilégiées résistent à reconnaître leurs privilèges, car cela les obligerait à reconnaître que le succès qu'elles ont obtenu ne résulte pas uniquement de leurs propres efforts et qu'au lieu de cela, c'était en partie dû à un système qui s'est développé pour les soutenir. Le concept de privilège remet en question l'idée que la société est une méritocratie. Certains chercheurs[Qui ?] avancent qu'il s'agit d'un fait particulièrement troublant pour les Américains pour qui la croyance qu'ils vivent dans une méritocratie est une valeur culturelle profondément ancrée, ce que les chercheurs qualifient généralement de mythe,,,.
Dans The Gendered Society, Michael Kimmel a écrit que lorsque les personnes privilégiées ne se sentent pas personnellement puissantes, les arguments selon lesquels ils ont bénéficié d'avantages non mérités semblent peu convaincants[C'est-à-dire ?].